# Kristoffer Arvhage
Kristoffer Arvhage (* 3. November 1977 in Sandhult) ist ein ehemaliger schwedischer Fußballspieler. Der Abwehr- und Mittelfeldspieler, der mit IF Elfsborg zweimal den schwedischen Landespokal gewann, bestritt seine bisherige Karriere in Schweden und Dänemark.

## Werdegang

### Karrierestart bei IF Elfsborg und Titelgewinne
Arvhage begann mit dem Fußballspielen bei Sandareds IF. 1993 wechselte er in die Jugendabteilung des IF Elfsborg. Als 17-Jähriger lief er 1995 erstmals in der damals zweitklassig antretenden Männermannschaft auf. Nach dem Aufstieg in die Allsvenskan etablierte er sich Ende der 1990er Jahre in der Defensive des Klubs und lief mehrfach in der schwedischen U-21-Auswahl auf. 2001 zog er mit der Mannschaft an der Seite von Anders Svensson, Johan Wiland, Niklas Gudmundsson und Fredrik Berglund ins Endspiel um den Landespokal ein. Gegen AIK fiel die Entscheidung nach einem 1:1-Unentschieden durch Tore von Andreas Klarström und Nebojša Novaković im Elfmeterschießen. Nachdem zuvor jeweils drei Spieler pro Mannschaft verschossen hatten – Arvhage zählte zu den erfolgreichen Schützen – sorgte ein von Sharbel Touma verschossener Elfmeter für die Entscheidung zugunsten Arvhages Mannschaft.
Während Arvhage in der Meisterschaft unter Trainer Anders Grönhagen weiterhin Stammkraft in der Abwehrreihe war, zeichnete er sich in der Spielzeit 2003 durch erhöhte Torgefahr aus und erzielte drei Saisontore. Hatte der Klub am Saisonende den zehnten Tabellenplatz belegt, erreichte er erneut das Finale des Landespokals. Gegen den Zweitligisten Assyriska Föreningen schoss Lars Nilsson mit einem Doppelpack den Klub zum zweiten Titelgewinn im Wettbewerb.

### Stippvisite in Dänemark und zwischen erster und zweiter Liga in Schweden
Kurz vor Ende der Sommertransferperiode im August 2004 verließ Arvhage nach 145 Spielen in der Allsvenskan auf Leihbasis Schweden und schloss sich bis zum Saisonende dem dänischen Klub Aalborg BK an, der eine Kaufoption vereinbarte. An der Seite von Allan Kierstein Jepsen, Rasmus Würtz, Martin Ericsson und Trond Andersen lief er bis Dezember in der Superliga auf. 
Im Dezember des Jahres kehrte Arvhage nach Schweden zurück. Er schloss sich dem von Rikard Norling trainierten Erstligaabsteiger AIK an. An der Seite von Daniel Tjernström, Daniel Örlund, Nicklas Carlsson und Mats Rubarth war er in 24 Zweitligaspielen am Wiederaufstieg beteiligt. Dennoch kehrte er dem Klub am Ende der Spielzeit den Rücken und wechselte innerhalb der Superettan zu IFK Norrköping.
Bei seinem neuen Klub war Arvhage auf Anhieb Stammspieler. Am Ende der Zweitligaspielzeit 2007 holte er mit der Mannschaft mit acht Punkten Vorsprung auf Ljungskile SK die Zweitligameisterschaft und stieg in die Allsvenskan auf. Im Saisonverlauf hatte er dabei seinen Vertrag um drei Jahre verlängert. Die Mannschaft um Daniel Bamberg, Mikael Blomberg, Richard Spong und Thomas Magnusson war jedoch in der Eliteserie chancenlos und stieg nach vier Saisonsiegen als Tabellenletzter direkt wieder ab. In der zweiten Liga blieb er dem Klub treu, auch wenn er in der Zweitligaspielzeit 2010 verletzungsbedingt kürzertreten musste. Am Ende der Saison, in der er in 18 Zweitligaspielen an der Seite von Shpetim Hasani, Viktor Rönneklev und Marcus Falk-Olander zum Wiederaufstieg verhalf, verließ er den Klub, um nach Borås zurückzukehren.